# Biserica fortificată din Țapu
Biserica evanghelică fortificată din Țapu, comuna Micăsasa, județul Sibiu, a fost construită în secolul XV. Ansamblul bisericii evanghelice fortificate este format din biserică, incinta fortificată, cu turn de poartă și acces secundar fortificat și este monument istoric, cod LMI SB-II-a-A-12575 și are următoarele obiective:
- cod LMI SB-II-m-A-12575.01 - Biserica evanghelică fortificată, sec. XIV - XV, transf. 1625, 1838;
- cod LMI SB-II-m-A-12575.02 - Incintă fortificată, cu turn de poartă și acces secundar fortificat, csec. XIV - XVI.

## Localitatea
Țapu (în dialectul săsesc Apestref, Apesterf, în germană Abtsdorf bei Marktschelken, Appesdorf, Apesdorf, în maghiară Csicsóholdvilág) este o localitate în județul Sibiu, Transilvania, România.
Așezarea și locuitorii săi au fost supuși unui proces lung de schimbare a unui statut de comună aservită din secolul al XIV-lea, până la cel de comună liberă ca urmare a desfințării iobagiei din secolul al XIX-lea, respectiv anul 1848. Din documentele existente rezultă că localitatea a făcut parte în secolul al XIII-lea din proprietățile abației de Igriș, motiv pentru care i se spunea pe atunci Villa Abbatis sau altfel spus "Satul Abatelui". În deceniul al șaptelea al secolului al XV-lea, un document menționează că Țapu împreună cu alte trei localități: Șoroștin, Mănărade și Cenade, făceau parte dintr-o uniune religioasă al cărei decanat se situa la Cenade. Ulterior, aceste localități au format și o uniune administrativă. Au existat numeroase încercări din partea nobilimii maghiare de despărțire a acestor uniuni administrativ - religioase, încercări soldate cu eșecuri repetate datorită faptului că acestea se bucurau de protecție regală. Mai târziu, cele patru, au intrat în posesiunea principelui Gheorghe Rákóczi al II-lea, adică la mijlocul secolului al XVII-lea. La sfârșitul secolului al XVIII-lea, Maria Terezia le arondează conților Teleki.

## Biserica
Biserica-hală se află pe dealul care domină comuna și este înconjurată de o incintă ovală. Construită din piatră bătută de carieră, biserica datează de la începutul secolului al XV-lea, așa cum reiese din formele stilistice caracteristice goticului târziu. Corul lung și îngust este împărțit de două arce frânte într-un pătrat boltit în cruce și o absidă pentagonală. În mod similar bisericilor din Axente Sever și Agârbiciu, s-a încercat construirea unui turn deasupra corului, dovadă în acest sens stând grosimea pereților existenți astăzi. Lipsurile financiare au împiedicat, însă, realizarea acestui proiect. Pe peretele din nordul corului se poate vedea o nișă de tabernacul cu un frumos baldachin, ferestrele corului păstrând încă mulurile traforate în arc frânt.  În anul 1625, ferestrele naveiau fost tranformate în formă rectangulară, au fost ridicate portalurile laterale ce au arhivolte în arc frânt și s-au construit contraforții care sprijină pereții bisericii. Într-o cu totul altă etapă s-a alipit sacristia pe latura nordică a corului, pentru ca în anul 1838 să fie adăugat portalul nordic cu portic.

## Fortificația
Fortificația este construită din piatră de râu și de carieră, înaltă de 6 metri și este prevăzută cu două rânduri de metereze. De asemenea se pot vedea urmele unui drum de strajă în consolă. Intrarea se face prin vest, pe sub un turn cu trei niveluri, sprijinit de contraforturi. Turnul este prevăzut cu un drum de strajă construit sub acoperișul în patru ape. O hersă protejează intrarea pietonală. 
Alipite pe interiorul incintei se regăseau până în anul 1941 diverse cămări de provizii, unde se păstrau băuturi, cereale, fructele și nelipsita slănină. Similar, în secolul al XIX-lea, au fost construite astfel de cămări și pe peretele nordic al bisericii, ele având un rol suplimetar în protecția contra incendiilor. De asemenea, în incintă a existat până în anul 1852 și o capelă destinată credincioșilor catolici. Capela a fost demolată și cu materialele rezultate s-a construit o școală.

## Imagini

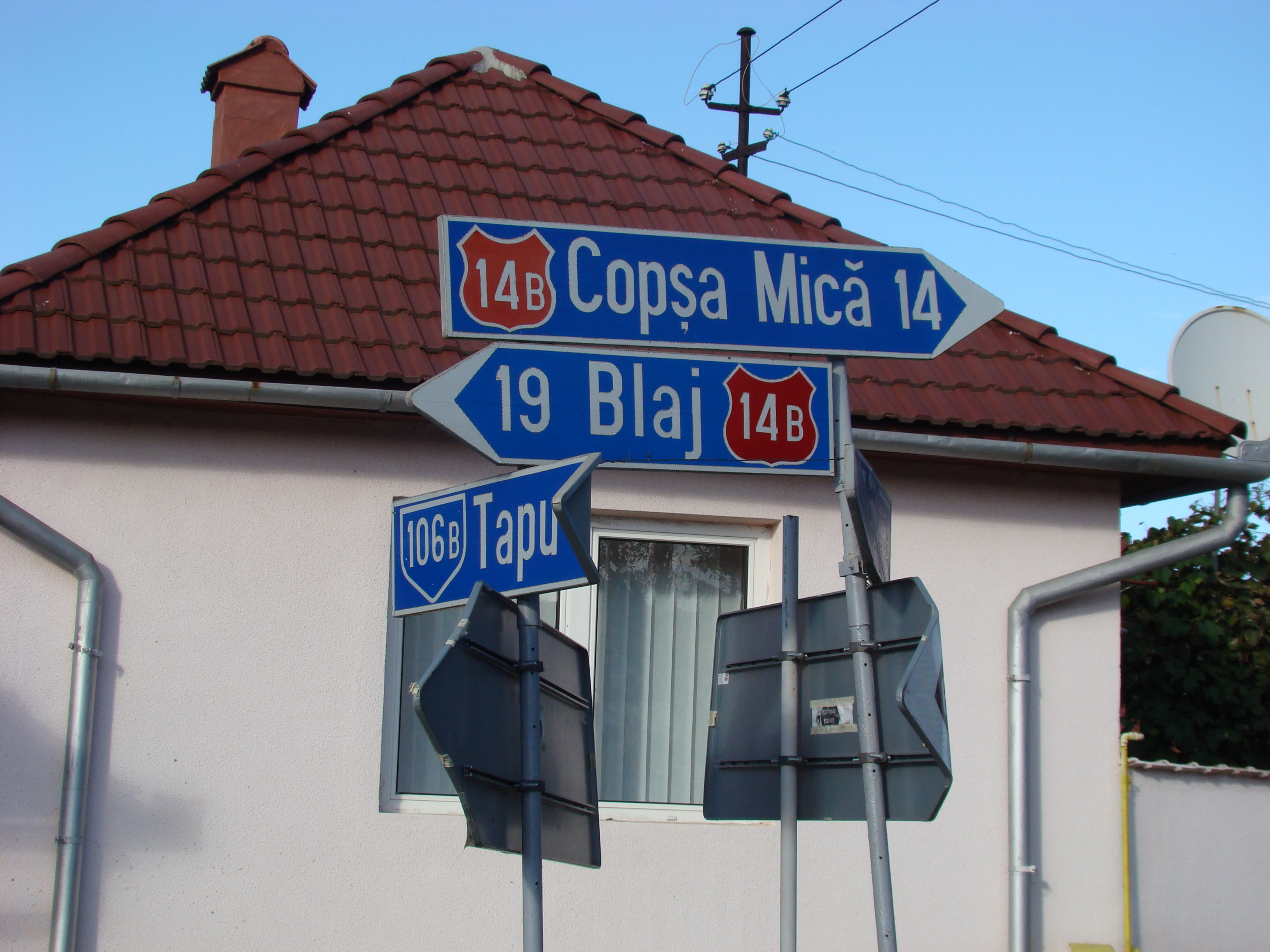
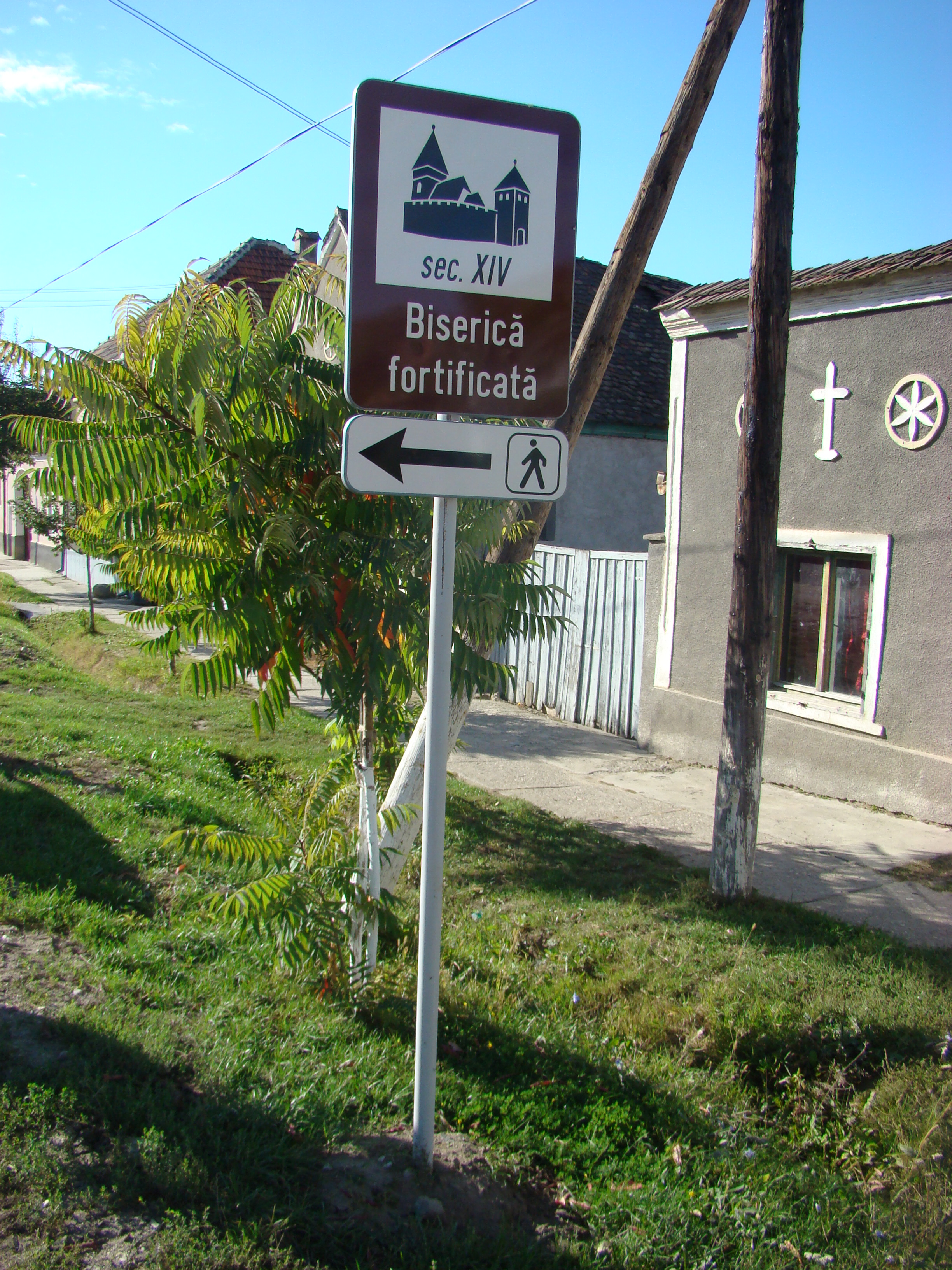
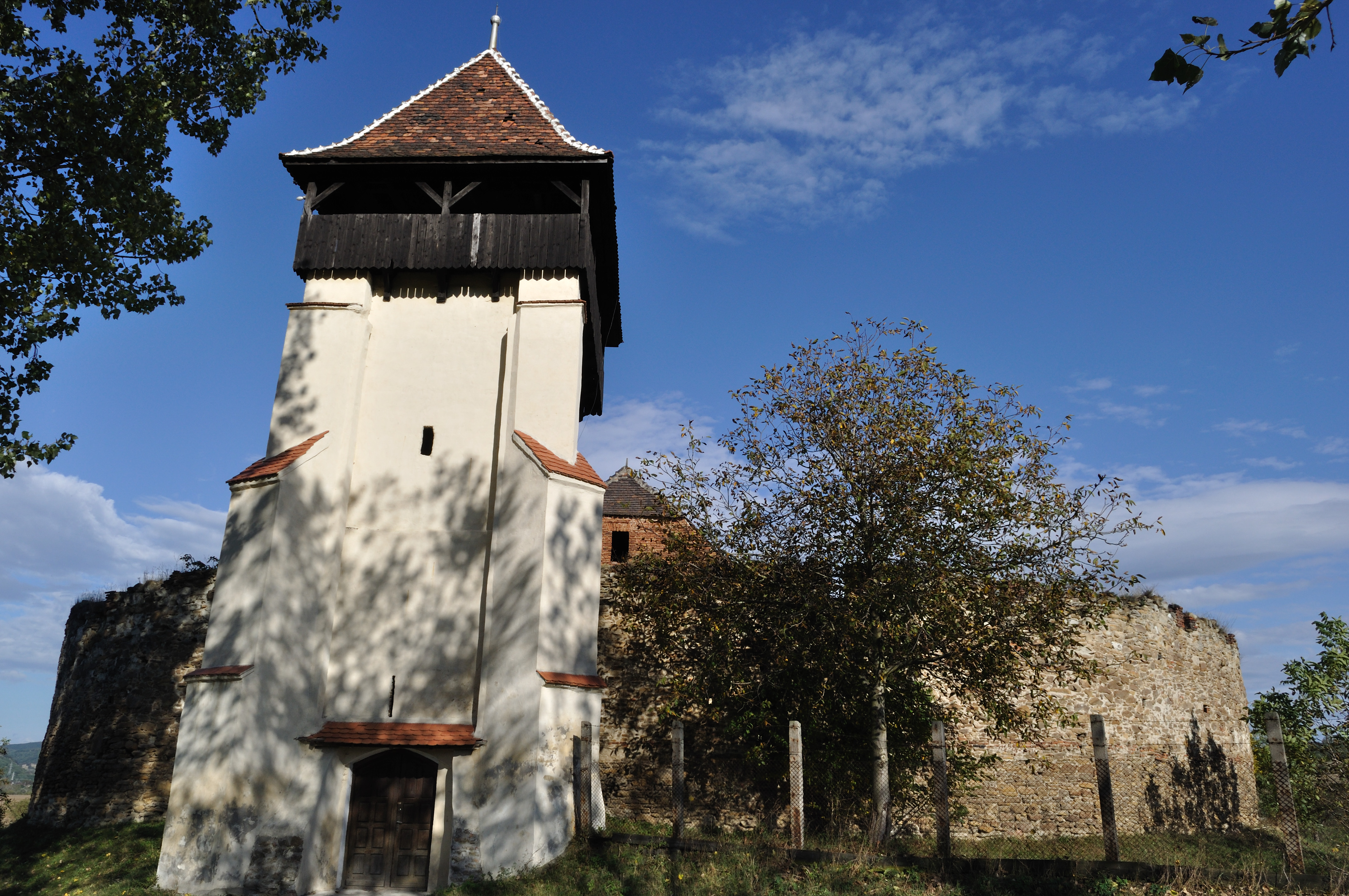
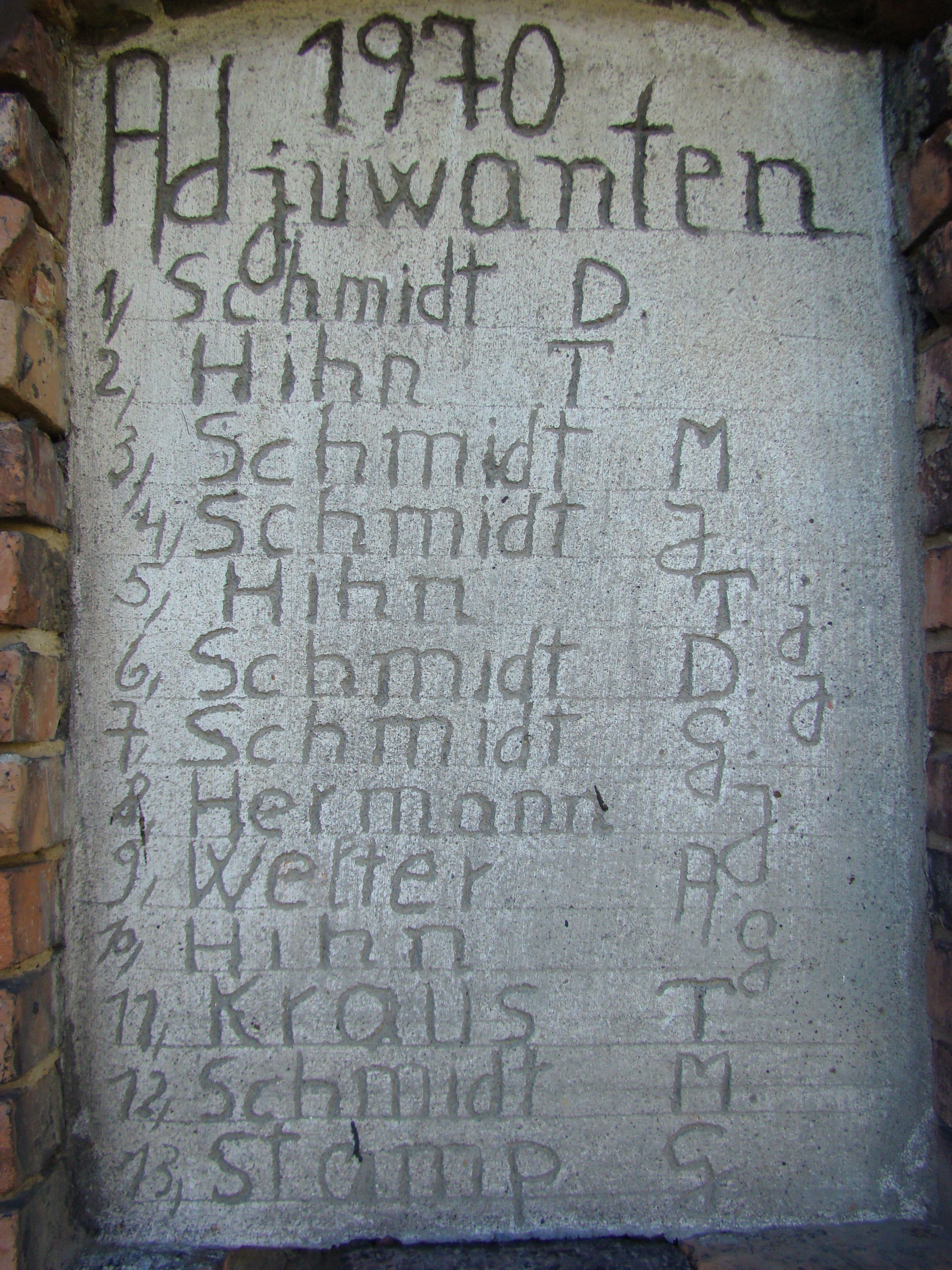
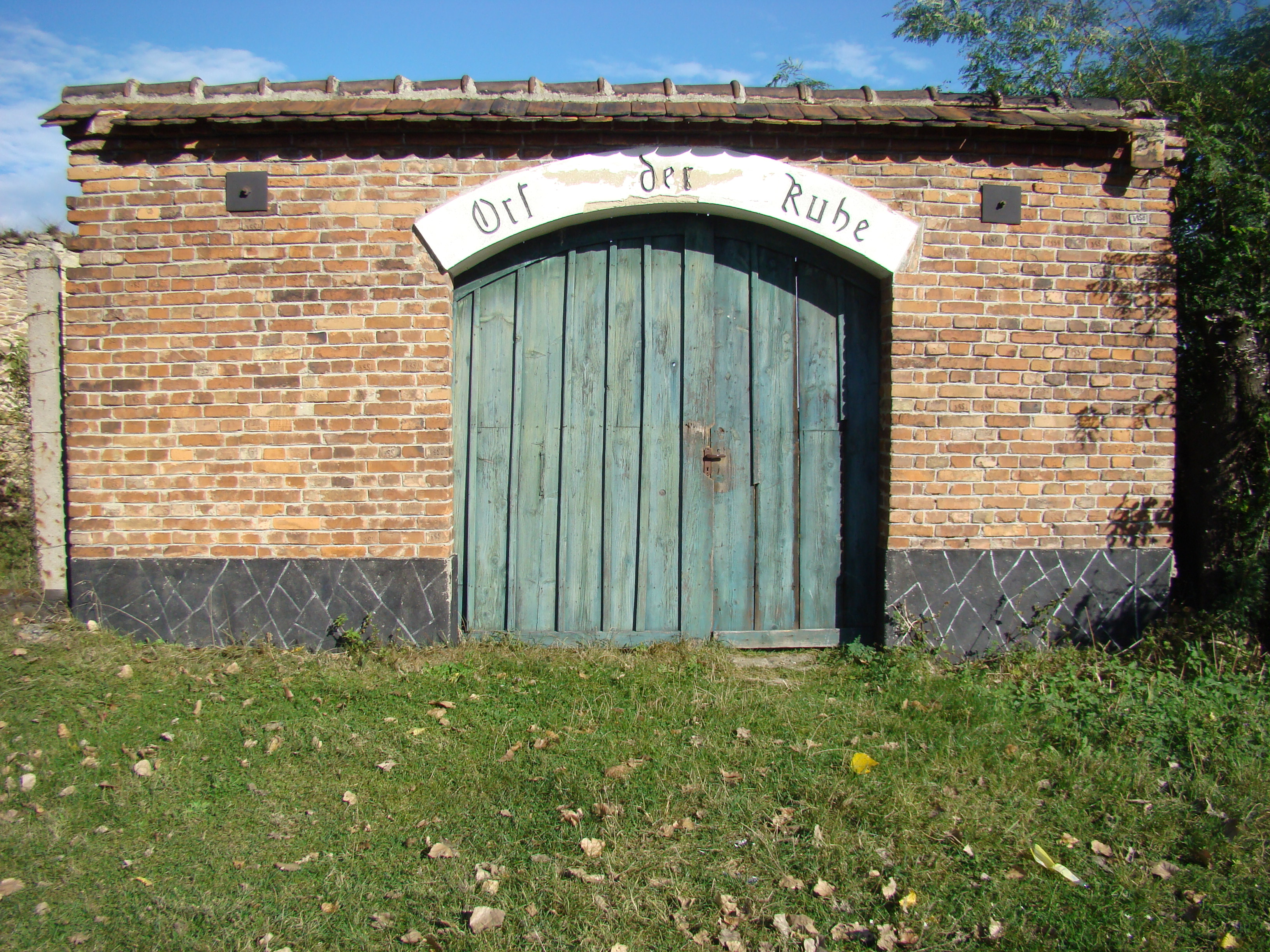
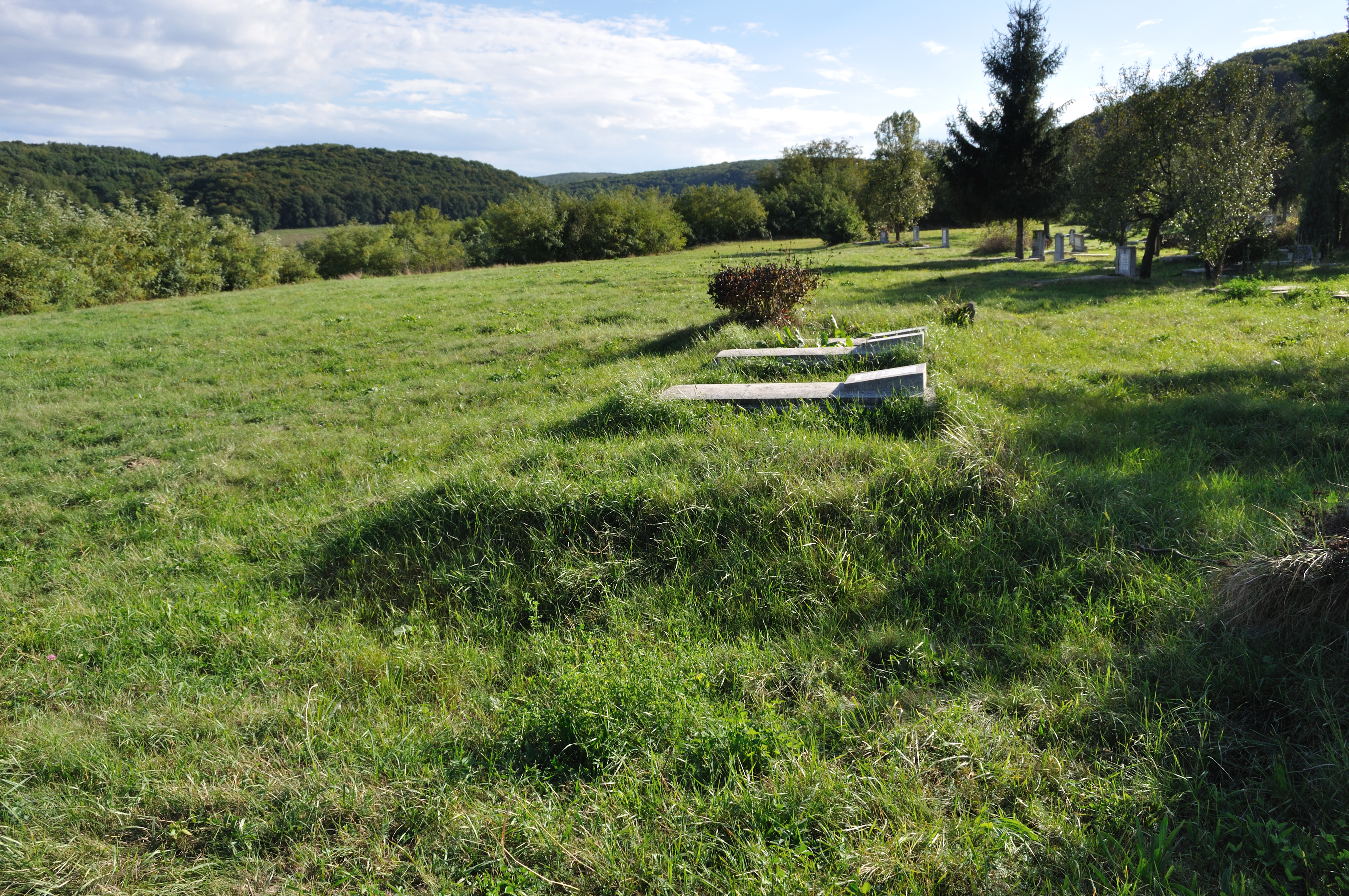
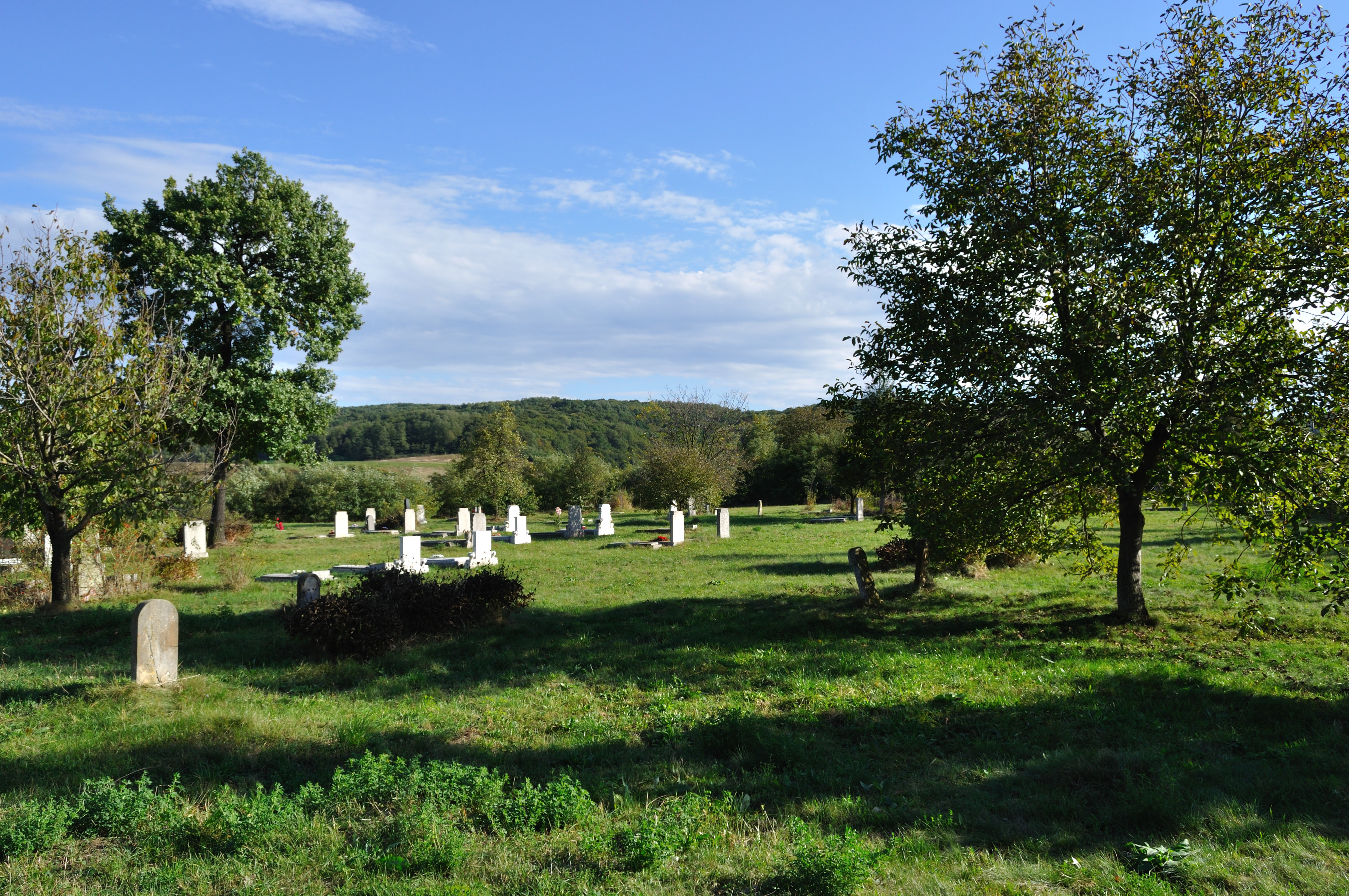
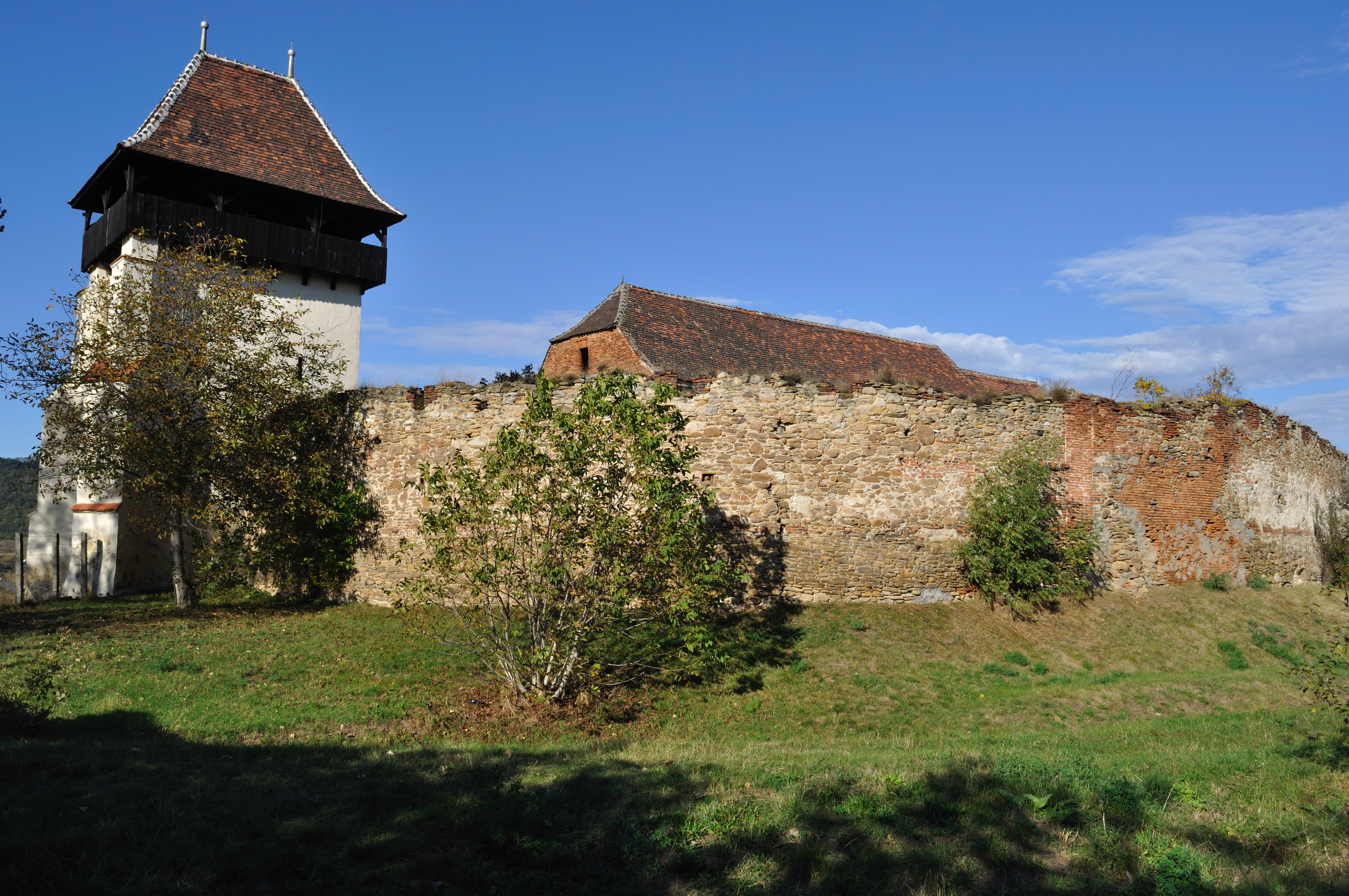
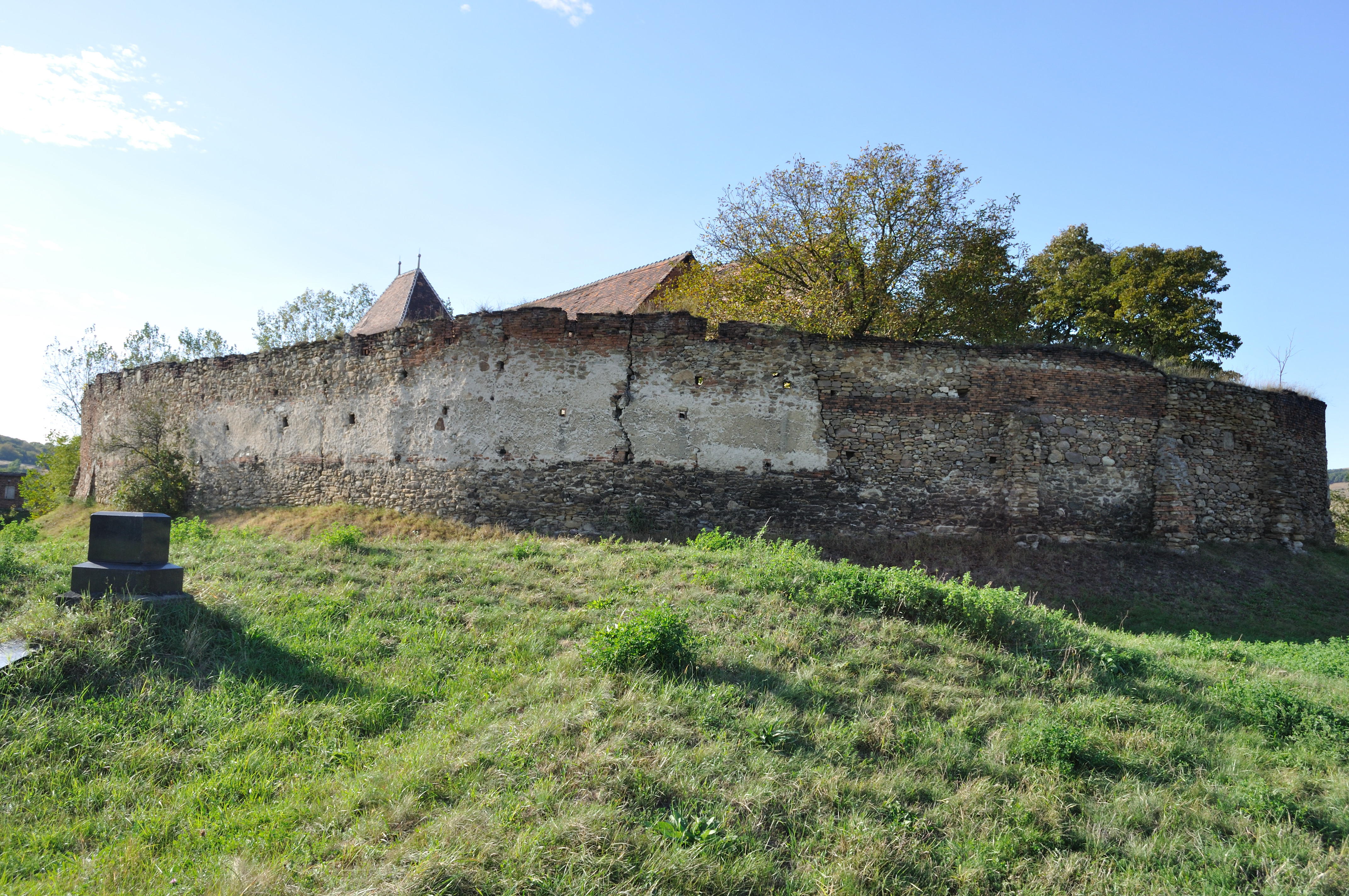
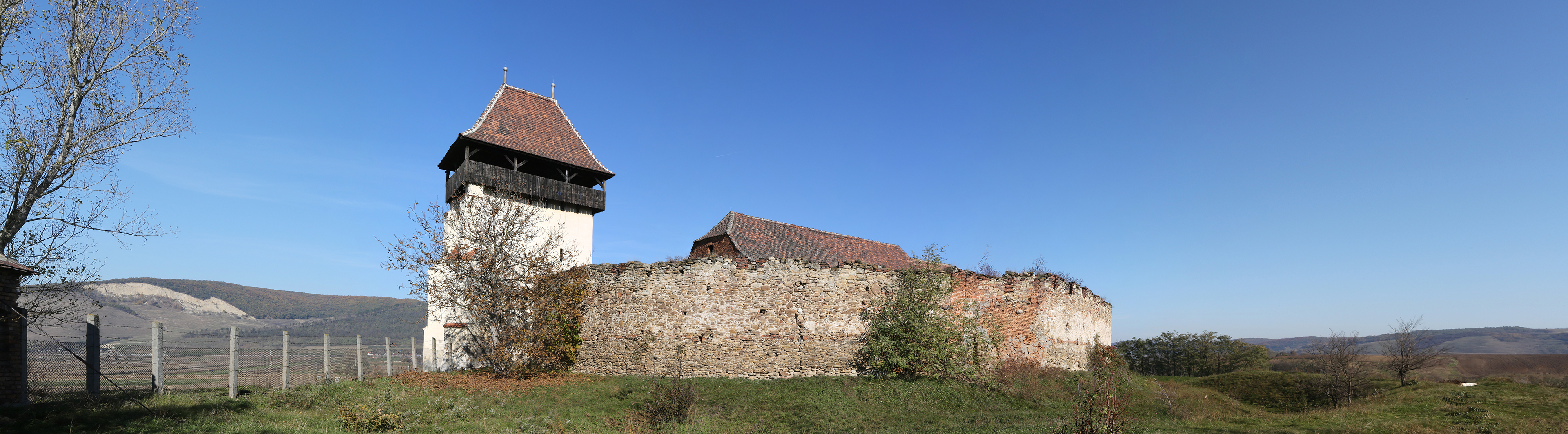